# Adam Wyleżyński
Adam Jan Wyleżyński (ur. 7 lipca 1880 w Warszawie. zm. 30 grudnia 1954 w Lublinie) – polski skrzypek, dyrygent i pedagog muzyczny.

## Życiorys
Ukończył Instytut Muzyki w Warszawie oraz konserwatorium w Lipsku. W latach 1909–1910 pełnił funkcję dyrygenta orkiestry i chóru Towarzystwa Muzycznego w Lublinie. Następnie przeniósł się do Wilna, gdzie w 1910 roku, gdzie do 1918 roku kierował sekcją muzyczną Towarzystwa Muzycznego "Lutnia Wileńska". Był także współorganizatorem oraz dyrygentem Wileńskiej Orkiestry Symfonicznej. W latach 1923–1935 pełnił funkcję dyrektora Konserwatorium Muzycznego w Wilnie, a w latach 1937-1939 był referentem muzycznym wileńskiej rozgłośni Polskiego Radia. Ponadto piastował stanowisko dyrektora Wileńskiego Towarzystwa Muzycznego oraz w 1932 roku zasiadł w prezydium (jako drugi wiceprezes) Rady Wileńskich Zrzeszeń Artystycznych (ERWUZA). Jako pedagog uczył gry na skrzypcach, śpiewu a także teorii muzyki w szkołach średnich Wilna. W 1927 roku był członkiem jury I Międzynarodowego Konkursu Pianistycznego im. Fryderyka Chopina w Warszawie.
W latach II wojny światowej pozostał w Wilnie jako członek orkiestry tamtejszej Filharmonii (1941-1946). Następnie przeniósł się do Lublina, gdzie objął kierownictwo artystyczne Filharmonii Lubelskiej. Ponadto w latach 1948-1950 pracował jako pedagog w Średniej Szkole Muzycznej im. Karola Lipińskiego w Lublinie.
Był trzykrotnie żonaty: z Heleną Łopuską (zm. 1921), Zofią Bortkiewicz oraz śpiewaczką Marią Felicją Tomaszewską (zm. 1977). Z drugiego małżeństwa miał córkę Annę Danutę (zm. 1943).
Został pochowany na cmentarzu rzymskokatolickim przy ul. Lipowej w Lublinie.

## Odznaczenia i ordery
- Złoty Krzyż Zasługi za zasługi na polu krzewienia kultury muzycznej wśród społeczeństwa polskiego na terenie województw wschodnich[4] (11 kwietnia 1929)[5]